# Вільгельм V (герцог Баварії)
Вільгельм V Побожний (нім. Wilhelm V der Fromme, 29 вересня 1548, Ландсгут  —7 лютого 1626, Обершляйсгайм) — герцог Баварський у 1579—1597 роках.

## Життєпис

### Молоді роки
Походив з династії Віттельсбахів. Другий син Альбрехта V, герцога Баварії, та Ганни Габсбург. Він здобув єзуїтську  освіту і замолоду виявив свою прихильність принципам Контрреформації. Як спадкоємець герцогства мешкав у своїй резиденції фортеця Траусніц в Ландсгуті. У 1568—1578 роках за його наказом цей замок було перебудовано у стилі Ренесансу за прикладом французьких королівських палаців.
У 1568 році у Мюнхені одружився з Ренатою (1544—1602) , дочкою Франциска I, герцога Лотарингії. Увесь вільний час присвячував месам, молитвам і вивченю релігійної літератури, за що отримав прізвисько «Побожний». Брав участь в суспільному житті, був прочанином.

### Герцогування
У 1579 році після смерті батька стає новим володарем Баварії. Він продовжив політику Альбрехта V щодо отримання курфюрства Кельнського. Це призвело до так званної Кельнської війни. Вільгельм V спрямував свої війська на чолі із братом Фердинандом для підтримки кандидатури  іншого брата Ернста на посаду архієпископа-курфюрства Кельна. В цьому йому підтримку надав очільник іспанських військ у Нідерландах Алессандро Фарнезе. Зрештою у 1583 році вдалося вигнати суперника Ернста — Ґебгарда фон Вальдбурга — й зробити брата правителем Кельнського курфюрства. Того ж року у Мюнхені уклав з представниками папи римського конкордат, яким розширено права Баварського герцога над місцевими прелатами.
Під час володарювання Вільгельма V жорстко впроваджував принципи Котрреформації, в результаті чого усе некатолицьке населення змушене було залишити Баварію. Герцог сформував Духовну раду, що стежила за становищем релігійних справ країни. Усі службовці повинні були бути католиками. Духовна рада за фінансової підтримки Вільгельма V сприяла зведенню нових католицьких монастирів (єзуїтів та капуцинів — для мужчин, урсулінок — для жінок), храмів і школ.Були випадки  спалення відьм.
У 1583—1597 роках в Мюнхені були побудовані основні центри Контрреформації — єзуїтський коледж і єзуїтська церква Св. Михайла (1583 року). Сприяв створеню осередків єзуїтів у містах Альттингтінг, Регенсбург, Бібург, Мюнхсмюнстер і Еберсберг. У 1589 році започаткував Гофбройхаус — броварню баварських герцогів, навколо якої створено парк і садок.
Витрати на відправку єзуїтських місіонерів в Америку і Азію привели до сильного спустошення скарбниці. Для поліпшення справ (борги досягли 700 тис. гульденів) у 1590 році герцог запросив до свого двору італійського алхіміка Марко Брагадіні, який обіцяв створити багато золота, проте це йому не вдалося. Тому останнього було страчено. У 1590--х роках забезпечив синів Філіппа та Фердинанда церковними посадами.
У 1594 році залучив сина Максиміліана до керування Баварією. 15 жовтня 1597 року Вільгельм V зрікся герцогської влади на користь свого сина Максиміліана.

### Подальше життя
Вільгельм пішов до монастиря Вільгемініан Фесте, де провів решту життя. Щорічно отримував 60 тис. флоринів. Помер в 1626 році в закладеному ним палаці Шлайсгайм. Похований в церкві Святого Михайла.

## Родина
Дружина — Рената Лотаринзька (1544—1602), дочка Франциска I, герцога Лотаринзького
Діти:
- Христина (1571—1580)
- Максиміліан (1573—1651) — герцог і курфюрст Баварії у 1597—1651 роках
- Марія Анна (1574—1616) — дружина Фердинанда II Габсбурга, імператора Священнох Римської імперії
- Фердинанд (1577—1650) — архієпископ-курфюрст Кельна
- Філіпп-Вільгельм (1576—1598) — єпископ Регенсбургу
- Елеонора-Магдалена (1578—1579)
- Карл (1580—1587)
- Альберхт (1584—1666) — герцог Баварсько-Лейхтенберзький
- Магдалена (1587—1628) — дружина Вольфганга-Вільгельма, пфальцграфа Нойбургу